# Super Mario Bros.: Peach-Hime Kyushutsu Dai Sakusen!
Super Mario Bros.: ¡La gran misión para rescatar a la princesa Peach! (japonés: スーパーマリオブラザーズ ピーチ姫救出大作戦！Hepburn: Sūpā Mario Burazāzu: Piichi-hime Kyūshutsu Dai Sakusen!) es una película de anime de comedia y aventura basada en el videojuego Super Mario Bros. Tiene una duración de 61 minutos y fue lanzada en los cines de Japón el 20 de julio de 1986. Más tarde fue lanzado sólo en VHS por VAP. Dirigida por Masami Hata y producida por Masakatsu Suzuki y Tsunemasa Hatano, la trama se centra en Mario y Luigi, quienes emprenden una búsqueda para salvar a la princesa Peach de Bowser (el rey de los Koopas), después de que ella escapa de su videojuego. Se destaca por ser la primera adaptación cinematográfica de la franquicia de Mario de Nintendo.
Aunque la película fue lanzada en VHS, la cinta nunca ha sido lanzada fuera de Japón, en DVD oficial, o en cualquier otro formato. El VHS es muy difícil de encontrar, incluso en Japón. Sin embargo existen, y se han transferido a DVD. Una adaptación al manga de la película fue publicado en Japón alrededor del mismo tiempo que la liberación de la película, aunque no son fáciles de adquirir. Sin embargo, la película se puede ver en los sitios, como YouTube con subtítulos tanto de inglés y español hechos por fanáticos.

## Sinopsis
La película comienza con Mario jugando con su Family Computer. De repente, Mario ve a una chica en la pantalla de la televisión pidiendo ayuda a los enemigos que la atacan y escapa saltando del aparato. Después de que los enemigos se fueron, la chica se revela como la Princesa Peach. En ese momento, aparece Bowser y salta de la televisión. A pesar de los intentos de lucha de Mario, el rey de los Koopas captura con éxito a Peach y la lleva de vuelta al aparato. Poco después, Mario descubre un pequeño collar que Peach dejó en el suelo.
Al día siguiente, mientras él y Luigi están trabajando en una tienda de comestibles, se dan cuenta de que el collar que dejó caer Peach se convierte en un motivo de preocupación para Mario. Luigi entonces lo considera como la "Joya Visionaria del País del Tesoro". Pronto, Kibidango, una pequeña entidad parecida a un perro, entra en la tienda y le arrebata el collar a Mario, lo que lo lleva a él y a Luigi a perseguirlo al Reino Champiñón.
Cuando llegan los hermanos Mario, un ermitaño anciano admite que el rey de los Koopas se ha apoderado del reino y está convirtiendo a los ciudadanos indefensos en bloques. También revela que el viernes 13 es el matrimonio entre el rey de los Koopas y Peach. El ermitaño aconseja a los hermanos Mario que encuentren los tres poderes; el champiñón de la fuerza, la flor de fuego del coraje y la estrella amarilla de la invencibilidad, para derrotar a Bowser y salvar a Peach.
Después de un largo viaje y de superar los muchos y peligrosos obstáculos, los hermanos Mario finalmente adquirirán los tres poderes el viernes 13. Esa noche, Mario llega al castillo del rey de los Koopas justo cuando comenzaba la boda de Bowser y Peach. Con la ayuda de los tres poderes, Mario derrota con éxito a Bowser, y su magia es destruida, volviendo el Reino Champiñón a la normalidad. Cuando Mario le devuelve el collar de Peach, Kibidango llega en su verdadera forma, el Príncipe Haru del Reino de las Flores. Haru admite que fue el rey de los Koopas quien lo convirtió en Kibidango. También le revela a los hermanos Mario que él y Peach están comprometidos y que están destinados a casarse sin importar nada. Con el corazón roto, Mario decide dejar el Reino Champiñón para permitir que Peach se case con Haru como estaba planeado. Después de una llorosa despedida de Peach, se ve a los hermanos Mario abandonando el Reino Champiñón, haciendo su largo viaje a casa a medida que avanzan los créditos.
En una escena posterior a los créditos, una cliente que apareció antes en la película termina visita la tienda de comestibles, solo para descubrir que Bowser y sus secuaces ahora están trabajando como castigo. Ella está visiblemente encantada con un mejor servicio y grita. Y cuando el fondo cambia a azul y aparecen las palabras "Game Over" (Fin de la partida) mientras suena la música de Super Mario Bros. "Game Over".

## Voces
| Personaje                       | Seiyū                              | DAT Doblaje Audio Traducción (1999) | Estúdio Tokio (2010)              | New Art Dub (2020)    |
| ------------------------------- | ---------------------------------- | ----------------------------------- | --------------------------------- | --------------------- |
| Mario                           | Toru Furuya                        | José Antonio Macías                 | Carlos Hugo Hidalgo               | Arturo Mercado Jr     |
| Luigi                           | Yū Mizushima / Naoki Tatsuta (OVA) | Luis Daniel Ramírez                 | Javier Olguin                     | Alfonso Obregón       |
| Princesa Peach                  | Mami Yamase / Miyako Endou (OVA)   | María Fernanda Morales              | Rebeca Patiño                     | Cristina Hernández    |
| Bowser (Koopa)                  | Akiko Wada / Masaharu Satou (OVA)  | Carlos Petrel                       | Rafael Pacheco (Actor de Doblaje) | Enrique Cervantes     |
| Príncipe Haru                   | Masami Kikuchi                     | Enzo Fortuny                        | Irwin Daayán Rosenthal            | Marc Winslow          |
| Lakitu                          | Junko Hori                         | Eduardo Garza                       | Gerardo Alonso                    | Daniel Lacy           |
| Hermanos martillo (Hammer Bros) | Keaton Yamada                      | Adrián Fogarty                      | Arturo Castañeda                  | Jessica Ortiz         |
| Kibidango                       | Shigeru Chiba                      | Ricardo Tejedo                      | Irwin Daayán Rosenthal            | Marc Winslow          |
| Toad A                          | Yuriko Yamamoto                    | Cony Madera                         | Monserrat Mendoza                 | Nallely Solís         |
| Toad B                          | Hiroko Emori                       | Elsa Covián                         | Lupita Leal                       | Ana Lobo              |
| Goomba A                        | Hiroko Maruyama                    | Ernesto Lezama                      | Benjamín Rivera Jaramillo         | Javier Rivero         |
| Goomba B                        | Kazue Komiya                       | José Gilberto Vilchis               | Edson Matus                       | Alejandro Mayén       |
| Paratroopa Mayor                | Reiko Nakano                       | Gaby Willer                         | Gerardo Mendoza Jiménez           |                       |
| Paratroopa Niño                 | Hiromi Ōnishi                      | Alan Fernando Velázquez             | Irving Corona                     | Matías Quintana Ortíz |
| Paratroopa Niño                 | Chiemi Matsumoto                   | Héctor Emmanuel Gómez               | Alan García Solís                 | Emiliano Ugarte       |
| Paratroopa Niño                 | Maki Itō                           | Uraz Huerta                         | José Antonio Toledano             | Oliver Díaz Barba     |
| Koopa Troopa A                  | Tetsuo Mizutori                    |                                     |                                   |                       |
| Koopa Troopa B                  | Masaharu Satō                      |                                     |                                   |                       |
| Priest                          | Jōji Yanami                        |                                     |                                   |                       |

## Producción
En 1986, Mario ya era popular en Japón, por lo que Grouper Productions colaboró con Nintendo para producir una película de Mario. Para anunciar el anime, lanzaron tarjetas telefónicas de Mario, relojes, recipientes de arroz, fideos ramen, un manga, un libro de arte, tres libros de acertijos, un libro de imágenes y una banda sonora de edición limitada, el último solo tiene cincuenta copias producidas. El 20 de julio de 1986, también en parte para promocionar el lanzamiento de Super Mario Bros.: The Lost Levels, la película se estrenó en los cines de Japón. Más tarde, VAP Video lanzó la película en casetes VHS y Betamax minoristas en Japón. No ha habido lanzamientos internacionales ni lanzamientos en DVD o Blu-ray. Sin embargo, una restauración completa en 4K extraída de una impresión de 16 mm fue llevada a cabo por el grupo Femboy Films y posteriormente estrenada en YouTube y subida a Internet Archive, Muchos meses después, A. Donaire hizo la versión de Pantalla ancha con la misma versión restaurada de Femboy Films y lo subió a Internet Archive el 25 de octubre del mismo año.